# Dinesh D'Souza
Dinesh D'Souza (Bombay, India, 25 de abril de 1961) es un comentarista político, escritor y cineasta conservador indio-estadounidense. Ampliamente caracterizado como un provocador, las películas y los análisis de D'Souza han sido objeto de considerable controversia debido a su promoción de múltiples teorías de conspiración. Nacido en Bombay, D'Souza fue a los Estados Unidos como estudiante de intercambio y se graduó en el Dartmouth College. Se convirtió en ciudadano naturalizado en 1991. De 2010 a 2012, fue presidente de The King's College, una escuela cristiana en la ciudad de Nueva York.  Muchos de sus trabajos discuten la apología cristiana y critican al nuevo ateísmo.
El 20 de mayo de 2014, D'Souza se declaró culpable en una corte federal de un cargo de delito grave por usar un "donante de paja" para hacer una contribución de campaña ilegal a una campaña del Senado de los Estados Unidos en 2012. El 23 de septiembre, fue sentenciado a ocho meses en una "casa a mitad de camino" cerca de su casa en San Diego, cinco años de libertad condicional y una multa de $ 30,000. El 31 de mayo de 2018, D'Souza recibió el indulto completo del presidente Donald Trump.
D'Souza es el autor de libros best-seller del New York Times. En 2012, D'Souza lanzó su película 2016: Obama's America, una polémica anti-Obama basada en su libro de 2010 The Roots of Obama's Rage; fue la segunda película de estilo documental político más taquillera producida en los Estados Unidos. En 2016, lanzó una película y un libro de estilo documental, ambos titulados Hillary's America, que ofrece su opinión sobre la candidata Hillary Clinton y la historia del Partido Demócrata. Pese a ser el documental político más taquillero de 2016, la película recibió críticas negativas y ganó cuatro de los cinco premios Razzies a los que fue nominada (incluido el de peor película, peor director y peor actor).

## Filmografía
- 2016: Obama's America (2012)
- America: Imagine the World Without Her (2014)
- Hillary's America: The Secret History of the Democratic Party (2016)
- Death of a Nation: Can We Save America a Second Time? (2018)

### Libros
- 1984: Falwell, Before the Millennium: A Critical Biography, Regnery Publishing (ISBN 0-89526-607-5)
- 1986: The Catholic Classics (ISBN 0-87973-545-7)
- 1987: My Dear Alex: Letters From The KGB (with Gregory Fossedal), Regnery Publishing (ISBN 0-89526-576-1)
- 1991: Illiberal Education (ISBN 0-684-86384-7)[28][29]
- 1995: The End of Racism (ISBN 0-684-82524-4)[30][31]
- 1997: Ronald Reagan: How An Ordinary Man Became an Extraordinary Leader (ISBN 0-684-84823-6)[32][33]
- 2000: The Virtue of Prosperity (ISBN 0-684-86815-6)[34]
- 2002: What's So Great About America, Regnery Publishing (ISBN 0-89526-153-7)
- 2002: Letters to a Young Conservative (ISBN 0-465-01734-7)
- 2007: The Enemy At Home: The Cultural Left and Its Responsibility for 9/11 (ISBN 0-385-51012-8)
- 2007: What's So Great About Christianity, Regnery Publishing (ISBN 1-59698-517-8)
- 2010: The Roots of Obama’s Rage, Regnery Publishing (ISBN 978-1-59698-276-5)
- 2013: What's So Great about God: A Reasonable Defense of the Goodness of God in a World Filled with Suffering, Tyndale House (ISBN 9781414379647)
- 2014: America: Imagine a World Without Her, Regnery Publishing (ISBN 9781621572039)

### Artículos
Lista parcial de artículos escritos por D’Souza:
- Moon's Planet: The Politics and Theology of the Unification Church
- Ten Great Things About America
- How Ronald Reagan Won The Cold War
- Technology And Moral Progress
- We the Slaveowners: In Jefferson's America, Were Some Men Not Created Equal?
- The Self Esteem Hoax
- Two Cheers For Colonialism
- Reagan Versus The Intellectuals
- The Crimes of Christopher Columbus
- 10 things to celebrate: Why I'm an anti-anti-American
- God Knows Why Faith is Thriving
- Atheism, not religion, is the real force behind the mass murders of history